# Marie Van Brittan Brown
Marie Van Brittan Brown (ur. 30 października 1922, zm. 2 lutego 1999) – amerykańska pielęgniarka i wynalazczyni. W 1966 wraz z mężem Albertem Brownem, technikiem elektronikiem, wynalazła domowy system alarmowania wideo. W tym samym roku złożyli wniosek o patent na swój innowacyjny system zabezpieczeń, który został przyznany w 1969.

## Życiorys
Brown urodziła się w Queens w Nowym Jorku, tam też zmarła w wieku 76 lat. Jej ojciec urodził się w Massachusetts, a jej matka pochodziła z Pensylwanii, oboje byli Afroamerykanami. Brown i jej mąż mieszkali przy 151–158 i 135th Avenue.
Brown pracowała jako pielęgniarka, a jej mąż był elektrykiem, więc nie zawsze mieli standardowe godziny pracy lub pracowali jednocześnie. Jej matka, ojciec i babcia mieli przydomek „Dee Dee”. Nie miała rodzeństwa. Brownowie mieli 21 dzieci. Jedna z ich córek poszła w ślady matki – została pielęgniarką i wynalazczynią.

## Wynalazek
Zainspirowana tym, ile czasu zajęłoby policji przybycie do ich sąsiedztwa, Brown wynalazła pierwszy domowy system alarmowy. Powodem było też to, że jej godziny pracy nie były standardowe, a wskaźnik przestępczości w jej dzielnicy Queens w Nowym Jorku był bardzo wysoki. Marie rozpoczęła pracę nad wynalazkiem od stworzenia trzech wizjerów w drzwiach, aby zapewnić dostęp osobom wysokim i średnim oraz dzieciom. Następnym krokiem było ustawienie kamery, która mogłaby przestawiać się od wizjera do wizjera, aby ludzie w domu mogli patrzeć na zewnątrz, żeby sprawdzić, kto jest za drzwiami. Marie chciała znaleźć sposób, aby zobaczyć z dowolnego pomieszczenia, kto jest przed domem, więc zdecydowała, że najlepszy będzie bezprzewodowy system telewizyjny. Aby to zrobić, użyła sterowanego radiowo systemu bezprzewodowego, który mógł przesyłać strumieniowo wideo do dowolnego telewizora w domu. Wraz z systemem wideo Marie i jej mąż stworzyli dwukierunkowy system mikrofonowy, który pozwoliłby na komunikację między rodziną a osobą przy drzwiach.
Początkowo wynalazek był trudny do sprzedania agentom nieruchomości, ponieważ koszt wykonania był bardzo wysoki. Brownowie postanowili początkowo zbudować go we własnym domu, mając nadzieję, że wzbudzi to zainteresowanie deweloperów. Marie Brown stworzyła również system zdalnego otwierania drzwi. Wiedziała, że to pomoże sprawdzać, kto jest przy drzwiach lub próbuje wejść do domu, ale nie poprawi czasu reakcji w nagłych wypadkach. Mając świadomość, że reakcja policji lub ochrony jest powolna, uznała, że musi istnieć szybszy sposób, aby powiadomić służby porządkowe. W tym celu wymyśliła system, który kontaktuje się z policją i służbami ratunkowymi za jednym dotknięciem przycisku.
Brownowie pozwali innych wynalazców, takich jak Edward D. Phiney i Thomas J. Reardon, w sprawie użycia patentu. Nawet współcześnie wynalazek Marie Brown jest nadal używany przez mniejsze firmy.
Chociaż system był pierwotnie przeznaczony do użytku domowego, wiele firm zaczęło przyjmować go ze względu na jego skuteczność. Za swój wynalazek Marie Brown otrzymała nagrodę od National Science Committee, co oficjalnie uczyniło ją częścią elitarnej grupy afroamerykańskich wynalazców i naukowców. W rozmowie z New York Times Brown wyjaśniła, że dzięki jej wynalazkowi kobieta sama mogłaby natychmiast uruchomić alarm, naciskając przycisk, a jeśli system zostałby zainstalowany w gabinecie lekarskim, mógłby zapobiec napadom ze strony uzależnionych od leków.
Wynalazek był zasadniczo pierwszym systemem bezpieczeństwa wideonadzoru i jest pierwowzorem współczesnych systemów domowych. Stanowił podstawę do monitoringu wideo, zdalnie sterowanych zamków do drzwi, przycisków do wyzwalania alarmów, wiadomości błyskawicznych do dostawców ochrony i policji, a także dwukierunkowej komunikacji głosowej. Wynalazek Brown doprowadził do stworzenia wielu nowych systemów bezpieczeństwa w domach, które opierają się na systemach wideo, zdalnych zamkach do drzwi i szybkiego alarmowania w sytuacjach awaryjnych. Systemy te stały się wiodącymi zabezpieczeniami dla domów i małych firm na całym świecie. Sława urządzenia Brown doprowadziła również do bardziej rozpowszechnionego monitoringu CCTV w miejscach publicznych.
System bezpieczeństwa Brown miał duży wpływ na codzienne życie. Im więcej pojawiło się domowych systemów bezpieczeństwa na rynku, tym istotniejszy stał się pierwotny system jej autorstwa. Jej wynalazek był wspominany w co najmniej 32 zgłoszeniach patentowych. Szacuje się, że branża ochrony domu jest warta co najmniej 1,5 miliarda dolarów i do 2024 jej wartość potroi się.